# Tiporus lachlani
Tiporus lachlani är en skalbaggsart som beskrevs av Watts 2000. Tiporus lachlani ingår i släktet Tiporus och familjen dykare. Inga underarter finns listade i Catalogue of Life.